# Voúrvoura
Voúrvoura (grec moderne : Βούρβουρα) est une localité située dans le dème de Tripoli, dans le district régional d'Arcadie, dans la périphérie du Péloponnèse, en Grèce.
Selon le recensement de 2021, elle compte 161 habitants.

## Géographie
Il est situé dans le nord-ouest du Parnon à 1 000 m d'altitude, à 5 km à l'ouest de Ágios Pétros (Arcadie), à 5 km au nord de Karyes et à 22 km de Tripoli.

## Population
| Year | Population |
| ---- | ---------- |
| 1981 | 448        |
| 1991 | 462        |
| 2001 | 369        |
| 2011 | 252        |

## Personnalités
- Sam Panopoulos (1934-2007) : cuisinier, né à Voúrvoura
- Konstantinos Rhomaios (1874-1966) : archéologue, né à Voúrvoura